# Prantach (St. Leonhard in Passeier)
Prantach (ital. Prantago) ist eine Fraktion (Ortsteil) der Gemeinde St. Leonhard in Passeier in Südtirol mit etwa 150 Einwohnern.
Das Gebiet der Fraktion Prantach erstreckt sich auf der orographisch linken, östlichen Talseite von Passeier, gegenüber von St. Martin auf der anderen Seite der Passer. Erreichbar ist die Fraktion von St. Martin über eine Bergstraße, die Prantacherstraße und über mehrere Wanderwege. Prantach besteht aus keinem zentralen Dorf, sondern aus mehreren Weilern und Gehöften, die sich auf dem Prantacherberg verteilen. Prantach grenzt an die Gemeinde St. Martin und innerhalb der eigenen Gemeinde die Fraktionen Mörre und St. Leonhard.
Koordinaten: 46° 46′ 30″ N, 11° 13′ 30″ O